# Filip Jarota
Filip Jarota (* 15. Juni 2001 in Stettin) ist ein polnischer Squashspieler.

## Karriere
Filip Jarota spielt vereinzelt auf der PSA World Tour und erreichte auf dieser bislang ein Finale. Seine höchste Platzierung in der Weltrangliste erreichte er mit Rang 161 im Dezember 2021. Für die polnische Nationalmannschaft debütierte er 2018 bei den Europameisterschaften. Im Einzel stand er ebenfalls 2018 erstmals im Hauptfeld, kam dabei aber nicht über die erste Runde hinaus. 2019 erreichte er das Achtelfinale, in dem er Martin Švec unterlag. Von 2019 bis 2024 wurde Jarota sechsmal in Folge polnischer Meister.

## Erfolge
- Polnischer Meister: 6 Titel (2019–2024)